# International Superstar Soccer (jogo eletrônico)
International Superstar Soccer (実況ワールドサッカーパーフェクトイレブン, Jikkyō Wārudo Sakkā Pāfekuto Irebun, "Live World Soccer Perfect Eleven") no Japão) é um jogo de futebol desenvolvido pela Konami para o Super Nintendo Entertainment System. É conhecido como o melhor jogo de futebol disponível para qualquer console de 16-bit, principalmente pela sua aproximação com a vida real, inovador para a sua época, que mostrou jogadores diversificados no mesmo time, com um visual e números nas costas nos respectivos uniformes, correspondendo com os jogadores da vida-real da época.

## Recepção
No lançamento, a Famitsu deu ao jogo uma nota 29 de 40. A GamePro comentou que mesmo que falhe em destronar FIFA International Soccer como o melhor simulador de futebol para o SNES pelos seus controles imprecisos e sons inferiores, International Superstar Soccer é um jogo sólido pelos seus gráficos detalhados e "realistas", muitas opções, e particularmente seu modo de treino.

### Allejo
Pela falta de licenças da FIFA, a Konami criou nomes fictícios para representar os jogadores reais. Um deles é Allejo, modelado a partir de Bebeto. Visto por alguns como um fenômeno da internet brasileira, Allejo ganhou popularidade como um jogador habilidoso capaz de fazer movimentos e gols impossíveis. Ele foi apontado como fenômeno nacional.

## Jogos não-licenciados
Existem duas versões idênticas do jogo, uma tradução para o espanhol chamada FUTBOL EXCITANTE, a tradução foi para a versão japonesa e incluía todos os times do Descentralizado de 1994, no Brasil foi chamado Super Campeonato Brasileiro que só envolvia clubes locais incluindo a Seleção Brasileira.